# Nate Archibald
Pour les articles homonymes, voir Archibald.
Nathaniel « Tiny » (le Petit) Archibald, né le 2 septembre 1948 à New York (É.-U.), est un ancien joueur de basket-ball. Il mesurait 1,85 m. Il a été élu parmi les meilleurs joueurs du cinquantenaire de la NBA.

## Biographie
Enfant du ghetto noir, il a toujours déclaré que le basket-ball lui a permis de ne pas disparaître prématurément comme beaucoup de ses camarades. Il a débuté à la Dewitt Clinton High School de 1963 à 1966, dont il fut capitaine la dernière année. En universitaire, il entra d'abord à Arizona Western College puis fut transféré au University de Texas El Paso (UTEP), équipe entièrement noire, champion NCAA en 1966 où il accomplit trois saisons brillantes de 1967 à 1970, ce qui lui permit d'être drafté au second tour par les Royals de Cincinnati.
Archibald excellait en pénétrations, était un passeur précis et un très bon shooteur à longue distance, meilleur marqueur de la NBA en 1973. La vivacité de « Tiny » et ses passes surprenantes étaient un poison pour ses défenseurs et il était une triple-menace constante : pénétration, passe et tir.
Archibald eut une carrière étincelante durant ses 13 ans de NBA, essentiellement avec les Kings de Kansas City. Transféré aux Nets de New York en 1976, lors de la fusion NBA/ABA, Archibald parvient malgré sa petite taille, à gêner les défenseurs de la ligue qui déjà avoisinent le 1,93 m comme Walt Frazier ou Bill Bradley. Il enchaîne aux Celtics de Boston.
Archibald fut leader aux lancers-francs réussis trois fois, et deux fois au nombre de lancers tentés. Il a compilé 876 matches, 16841 points (18,8 points par rencontre), distillé 6476 passes, tout en glanant trois sélections dans la All-NBA First Team (meilleur cinq de NBA) en 1973, 1975 et 1976, ainsi que deux autres fois dans la All-NBA Second Team (2e équipe NBA) en 1972 et 1981.
Il fut sept fois sélectionné pour le NBA All-Star Game (1973, 1974, 1975, 1976, 1980, 1981 et 1982), dont il fut nommé MVP en 1981.
En 1973, il fut le meilleur marqueur et passeur de la ligue, exploit jamais égalé jusqu’à la saison 2021/2022 et les 2155 points et 757 passes décisives de Trae Young des Atlanta Hawks.
Il a gagné son seul titre avec les Celtics de Boston  en 1981 aux côtés de Larry Bird.

## Statistiques
gras = ses meilleures performances

### Universitaires
Statistiques en université de Tiny Archibald
| Saison    | Équipe   | Matchs | % Tir | % LF | Rbds/m. | Pts/m. |
| --------- | -------- | ------ | ----- | ---- | ------- | ------ |
| 1967-1968 | UTEP     | 23     | 46,6  | 72,9 | 3,5     | 15,8   |
| 1968-1969 | UTEP     | 25     | 53,2  | 83,0 | 2,8     | 22,4   |
| 1969-1970 | UTEP     | 25     | 51,3  | 78,2 | 2,6     | 21,4   |
| Carrière  | Carrière | 73     | 50,7  | 78,5 | 3,0     | 20,0   |

### Professionnelles

#### Saison régulière
Légende :
| Champion NBA | Meilleur joueur de cette catégorie statistique de la saison |

gras = ses meilleures performances
Statistiques en saison régulière de Tiny Archibald
| Saison        | Équipe            | Matchs                                                  | Titul.                                                  | Min./m                                                  | % Tir                                                   | % 3pts                                                  | % LF                                                    | Rbds/m.                                                 | Pass/m.                                                 | Int/m.                                                  | Ctr/m.                                                  | Pts/m.                                                  |
| ------------- | ----------------- | ------------------------------------------------------- | ------------------------------------------------------- | ------------------------------------------------------- | ------------------------------------------------------- | ------------------------------------------------------- | ------------------------------------------------------- | ------------------------------------------------------- | ------------------------------------------------------- | ------------------------------------------------------- | ------------------------------------------------------- | ------------------------------------------------------- |
| 1970-1971     | Cincinnati        | 82                                                      | 82                                                      | 35,0                                                    | 44,4                                                    | —                                                       | 75,7                                                    | 3,0                                                     | 5,5                                                     | —                                                       | —                                                       | 16,0                                                    |
| 1971-1972     | Cincinnati        | 76                                                      | 74                                                      | 43,1                                                    | 48,6                                                    | —                                                       | 82,2                                                    | 2,9                                                     | 9,2                                                     | —                                                       | —                                                       | 28,2                                                    |
| 1972-1973     | Kansas City-Omaha | 80                                                      | 80                                                      | 46,0                                                    | 48,8                                                    | —                                                       | 84,7                                                    | 2,8                                                     | 11,4                                                    | —                                                       | —                                                       | 34,0                                                    |
| 1973-1974     | Kansas City-Omaha | 35                                                      | 33                                                      | 36,3                                                    | 45,1                                                    | —                                                       | 82,0                                                    | 2,4                                                     | 7,6                                                     | 1,6                                                     | 0,2                                                     | 17,6                                                    |
| 1974-1975     | Kansas City-Omaha | 82                                                      | 79                                                      | 39,6                                                    | 45,6                                                    | —                                                       | 87,2                                                    | 2,7                                                     | 6,8                                                     | 1,5                                                     | 0,1                                                     | 26,5                                                    |
| 1975-1976     | Kansas City       | 78                                                      | 77                                                      | 40,8                                                    | 45,3                                                    | —                                                       | 80,2                                                    | 2,7                                                     | 7,9                                                     | 1,6                                                     | 0,2                                                     | 24,8                                                    |
| 1976-1977     | N.Y. Nets         | 34                                                      | 34                                                      | 37,6                                                    | 44,6                                                    | —                                                       | 78,5                                                    | 2,4                                                     | 7,5                                                     | 1,7                                                     | 0,3                                                     | 20,5                                                    |
| 1977-1978     | Buffalo           | Ne joue pas en raison d'une rupture du tendon d'Achille | Ne joue pas en raison d'une rupture du tendon d'Achille | Ne joue pas en raison d'une rupture du tendon d'Achille | Ne joue pas en raison d'une rupture du tendon d'Achille | Ne joue pas en raison d'une rupture du tendon d'Achille | Ne joue pas en raison d'une rupture du tendon d'Achille | Ne joue pas en raison d'une rupture du tendon d'Achille | Ne joue pas en raison d'une rupture du tendon d'Achille | Ne joue pas en raison d'une rupture du tendon d'Achille | Ne joue pas en raison d'une rupture du tendon d'Achille | Ne joue pas en raison d'une rupture du tendon d'Achille |
| 1978-1979     | Boston            | 69                                                      | 34                                                      | 24,1                                                    | 45,2                                                    | —                                                       | 78,8                                                    | 1,5                                                     | 4,7                                                     | 0,8                                                     | 0,1                                                     | 11,0                                                    |
| 1979-1980     | Boston            | 80                                                      | 80                                                      | 35,8                                                    | 48,2                                                    | 22,2                                                    | 83,0                                                    | 2,5                                                     | 8,4                                                     | 1,3                                                     | 0,1                                                     | 14,1                                                    |
| 1980-1981     | Boston            | 80                                                      | 72                                                      | 35,3                                                    | 49,9                                                    | 0,0                                                     | 81,6                                                    | 2,2                                                     | 7,7                                                     | 0,9                                                     | 0,2                                                     | 13,8                                                    |
| 1981-1982     | Boston            | 68                                                      | 51                                                      | 31,9                                                    | 47,2                                                    | 37,5                                                    | 74,7                                                    | 1,7                                                     | 8,0                                                     | 0,8                                                     | 0,0                                                     | 12,6                                                    |
| 1982-1983     | Boston            | 66                                                      | 19                                                      | 27,4                                                    | 42,5                                                    | 20,8                                                    | 74,3                                                    | 1,4                                                     | 6,2                                                     | 0,6                                                     | 0,1                                                     | 10,5                                                    |
| 1983-1984     | Milwaukee         | 46                                                      | 46                                                      | 22,6                                                    | 48,7                                                    | 22,2                                                    | 63,4                                                    | 1,7                                                     | 3,5                                                     | 0,7                                                     | 0,0                                                     | 7,4                                                     |
| Carrière      | Carrière          | 876                                                     | 761                                                     | 35,6                                                    | 46,7                                                    | 22,4                                                    | 81,0                                                    | 2,3                                                     | 7,4                                                     | 1,1                                                     | 0,1                                                     | 18,8                                                    |
| All-Star Game | All-Star Game     | 6                                                       | 4                                                       | 27,0                                                    | 45,0                                                    | —                                                       | 83,3                                                    | 3,0                                                     | 6,7                                                     | 2,2                                                     | 0,2                                                     | 12,3                                                    |

#### Playoffs
Légende :
| Champion NBA |

Statistiques en playoffs de Tiny Archibald
| Saison   | Équipe            | Matchs | Titul. | Min./m | % Tir | % 3pts | % LF | Rbds/m. | Pass/m. | Int/m. | Ctr/m. | Pts/m. |
| -------- | ----------------- | ------ | ------ | ------ | ----- | ------ | ---- | ------- | ------- | ------ | ------ | ------ |
| 1975     | Kansas City-Omaha | 6      | 6      | 40,3   | 36,4  | —      | 81,4 | 1,8     | 5,3     | 0,7    | 0,0    | 20,2   |
| 1980     | Boston            | 9      | 9      | 36,9   | 50,6  | 50,0   | 88,1 | 1,2     | 7,9     | 1,1    | 0,0    | 14,2   |
| 1981     | Boston            | 17     | 17     | 37,1   | 45,0  | 0,0    | 80,9 | 1,6     | 6,3     | 0,8    | 0,0    | 15,6   |
| 1982     | Boston            | 8      | 8      | 34,6   | 42,9  | 0,0    | 89,3 | 2,1     | 6,5     | 0,6    | 0,3    | 10,6   |
| 1983     | Boston            | 7      | 0      | 23,0   | 32,4  | 16,7   | 75,9 | 1,4     | 6,3     | 0,3    | 0,0    | 9,6    |
| Carrière | Carrière          | 47     | 40     | 34,9   | 42,3  | 11,8   | 82,6 | 1,6     | 6,5     | 0,7    | 0,0    | 14,2   |

## Pour approfondir
- Liste des meilleurs marqueurs en NBA en carrière.
- Liste des meilleurs marqueurs en NBA par saison.
- Liste des meilleurs passeurs en NBA en carrière.
- Liste des meilleurs passeurs en NBA par saison.
- Liste des joueurs de NBA avec 23 passes décisives et plus sur un match.